# Morocco Tennis Tour 2009
Il Morocco Tennis Tour 2009 è stato un torneo professionistico di tennis maschile giocato sulla terra rossa, che faceva parte dell'ATP Challenger Tour 2009. Si è giocato a Rabat in Marocco dal 9 al 15 marzo 2009.

## Partecipanti

### Teste di serie
| Nazionalità | Giocatore             | Ranking* | Testa di serie |
| ----------- | --------------------- | -------- | -------------- |
| Brasile     | Marcos Daniel         | 86       | 1              |
| Spagna      | Pablo Andújar         | 91       | 2              |
| Rep. Ceca   | Jiří Vaněk            | 116      | 3              |
| Romania     | Victor Crivoi         | 123      | 4              |
| Spagna      | Rubén Ramírez Hidalgo | 124      | 5              |
| Spagna      | Santiago Ventura      | 128      | 6              |
| Perù        | Luis Horna            | 133      | 7              |
| Francia     | Adrian Mannarino      | 138      | 8              |

- Ranking al 2 marzo 2010.

### Altri partecipanti
Giocatori che hanno ricevuto una wild card:
- Reda El Amrani
- Anas Fattar
- Yassine Idmbarek
- Mehdi Ziadi

Giocatori passati dalle qualificazioni:
- Alberto Brizzi
- Iñigo Cervantes-Huegun
- Carlos Poch-Gradin
- Jan Hájek

## Campioni

### Singolare
Laurent Recouderc ha battuto in finale  Mariano Zabaleta con il punteggio di 6–0, 6–2

### Doppio
Rubén Ramírez Hidalgo /  Santiago Ventura hanno battuto in finale  Michael Kohlmann /  Philipp Marx con il punteggio di 6–4, 7–6(5)